# پل باراس
پل فرانسوا ژان نیکولاس ویکنت باراس (فرانسوی: Paul Barras‎; ۳۰ ژوئن ۱۷۵۵ – ۲۹ ژانویهٔ ۱۸۲۹) سیاست‌مدار و انقلابی اهل فرانسوی در دوران انقلاب فرانسه بود.
وی از سال ۱۷۹۵ تا ۱۷۹۹ عضو دیرکتوار و در ۱۷۹۲ تا ۱۷۹۵ عضو کنوانسیون ملی فرانسه بود.